# Mười hai đại võ sư taekwondo đầu tiên

Đại Hàn Dân Quốc (The Republic of Korea) đã gửi các đại võ sư taekwondo đầu tiên đi khắp thế giới để giới thiệu môn võ Hàn Quốc

12 đại võ sư TaeKwonDo đầu tiên là một nhóm gồm 12 đại võ sư của Đại Hàn Dân Quốc do Hiệp hội Taekwondo Hàn Quốc (Korea Taekwondo Association (KTA)) tụ hợp vào những năm đầu thập niên 1960 để quảng bá môn võ taekwondo mới thành lập. Danh sách các đại võ sư theo thứ tự bảng chữ cái tiếng Hàn (họ trước tên sau): Choi Chang Keun (최창근), Choi Kwang Jo (최광조), Han Cha Kyo, Kim Jong Chan, Kim Kwang Il, Kong Young Il, Park Jong Soo, Park Jung Tae, Park Sun Jae, Rhee Chong Chul (이종철), Rhee Chong Hyup, và Rhee Ki Ha.
Nhóm này do đại võ sư Choi Hong Hi (1918–2002) và đại võ sư Nam Tae Hi (1929–2013) lãnh đạo. Choi Hong Hi là chủ tịch đầu tiên của KTA và sau đó là người sáng lập International Taekwon-Do Federation (ITF), còn Nam Tae Hi được xem là "người cha của Taekwondo Việt Nam". Nhiều đại võ sư trong số 12 vị này từng giữ các chức vụ cao cấp trong ITF dưới quyền đại võ sư Choi Hong Hi, nhưng cũng có người đã rời bỏ ITF. Phần lớn các đại võ sư định cư ở Bắc Mỹ, một số người sống ở châu Âu hoặc Australia.